# Cryptopapillaria
Cryptopapillaria là một chi rêu trong họ Meteoriaceae.